# Michel Chasles
Michel Floréal Chasles (n. 15 noiembrie 1793, Épernon, Centre-Val de Loire, Franța – d. 18 decembrie 1880, Paris, Franța) a fost un matematician francez, cunoscut mai ales pentru contribuțiile sale în geometria proiectivă.

## Biografie
După absolvirea Școlii Politehnice din Paris (1814), a ocupat funcția de agent de schimb, apoi a devenit asociat și pe urmă proprietar al unei case de schimb.
Eșecul în afaceri îl determină să se dedice studiului și mai ales geometriei moderne, căreia avea să îi dea o mare dezvoltare.

## Contribuții
Chasles a studiat operele lui Apoloniu din Perga, Arhimede și Pappus, din care s-a inspirat asupra creațiilor sale ulterioare.
Obiectul primelor sale lucrări îl constituie teoria suprafețelor de gradul al II-lea (1815), care i-a adus un renume.
Astfel, a stabilit numeroase proprietăți metrice ale diametrilor conjugați ai elipsei și elipsoidului și a studiat din diverse puncte de vedere proprietățile normalelor.
Una dintre cele mai cunoscute realizări ale sale o constituie teorema care avea să îi poarte numele, teorema lui Chasles, care are aplicații remarcabile în geodezia fizică.
I se mai atribuie așa-numita relație a lui Chasles, deși aceasta era cunoscută și utilizată anterior lucrărilor sale.
Chasles a inventat termenul omotetie.
Marele matematician are de asemenea contribuții valoroase la studiul omografiilor.
Alt termen matematic introdus este cel de raport anarmonic (sau biraport a patru puncte coliniare).
A stabilit diverse teoreme pe care apoi Poncelet le-a folosit în tratatul său despre proprietățile proiective ale figurilor.
Chasles a fost primul care a aplicat la elipsoid transformările afine.
Studiind conicele, Chasles demonstrează următoarea propoziție:
"Dându-se cinci conice într-un plan (elipse, parabole sau hiperbole), există 3264 conice tangente la acestea (reale sau complexe)".
Chasles a dat o demonstrație geometrică modului de generare al hiperboloidului cu o pânză, printr-o linie dreaptă.
A făcut cercetări referitoare la conicele omofocale și la conicele limită care figurează într-un sistem omofocal.
A dat o extensiune modernă teoriei involuției și a demonstrat că involuția este o omografie particulară.
A stabilit baza unei noi teorii a secțiunilor conice.
În 1837, Chasles a dat o nouă soluție  problemei trisecțiunii unghiului cu ajutorul hiperbolei.
A stabilit teoreme interesante în legătură cu calculul vectorial.

## Scrieri
- 1837: Aperçu historique sur l'origine et le développement des méthodes en géométrie
- 1837: Mémoire de géométrie sur deux principes généraux de la science : la dualité et l'homographie
- 1843: Histoire de l'Arithmétique, în care a analizat diverse tratate, în special pe acela al lui Gerbert d'Aurillac și a stabilit originea pitagoreică a sistemului de numerație actual, care se considera exclusiv de la arabi.
- 1852: Traité de géométrie supérieure
- 1860: Les Trois Livres de Porismes d'Euclide, rétablis pour la première fois, d'après la notice et les lemmes de Pappus
- 1865: Traité des sections coniques, faisant suite au Traité de géométrie supérieure.

## Aprecieri și distincții
Chasles a ridicat geometria la rang de analiză.
Numele său este gravat pe Turnul Eiffel.
Colegiul din orașul său natal, Épernon, îi poartă numele.
În 1865 i s-a decernat Medalia Copley.
A mai primit alte premii din partea Academiei Franceze de Științe (1839) și a Royal Society (1854).
Biografia lui Chasles a fost scrisă de Bertrand, care l-a numit împăratul geometriei.